# Elsflether Heringsfischerei

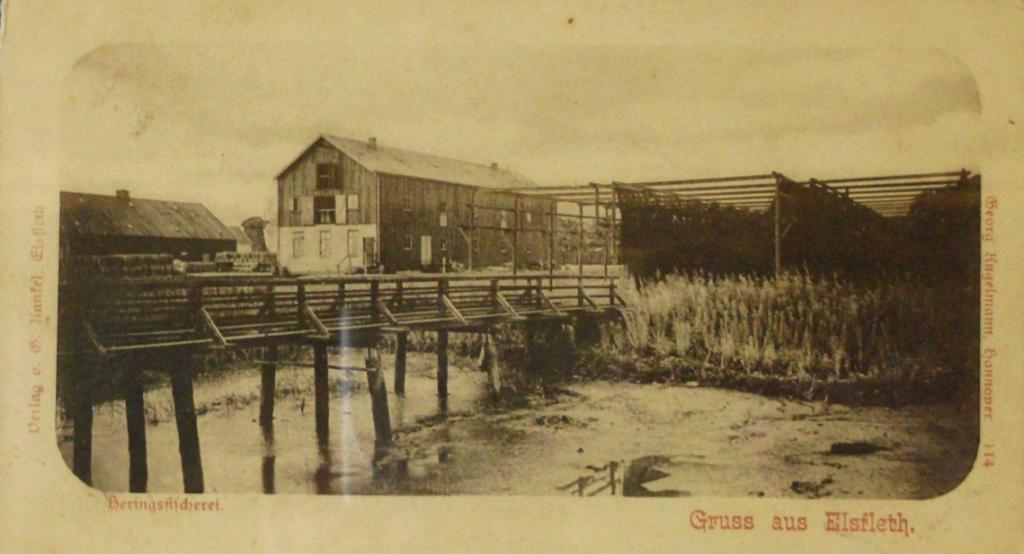
Gelände der Elsflether Heringsfischerei mit Gebäuden und trocknenden Netzen aus der Zeit um 1899

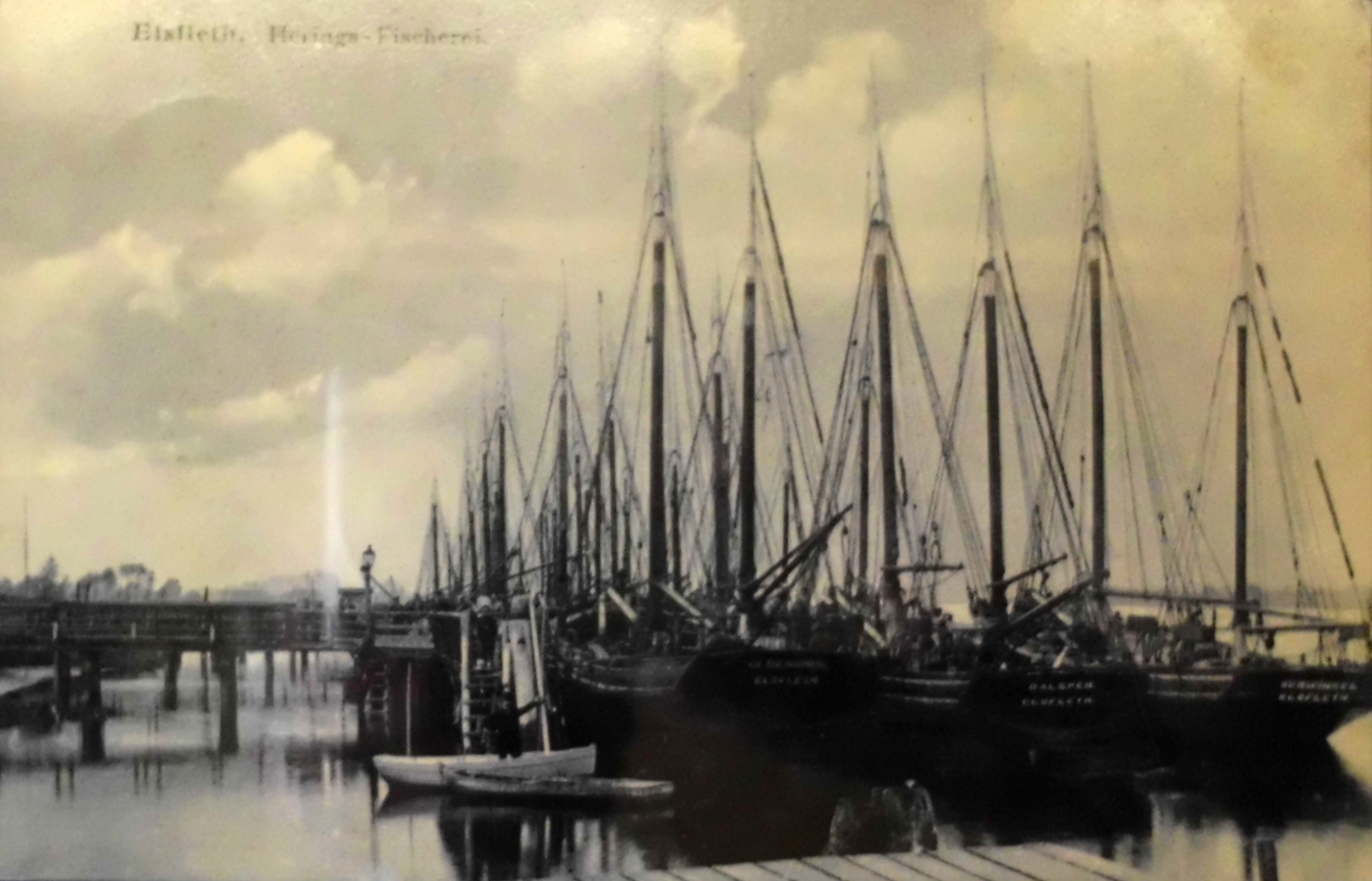
Segellogger der Elsflether Heringsfischerei um 1909

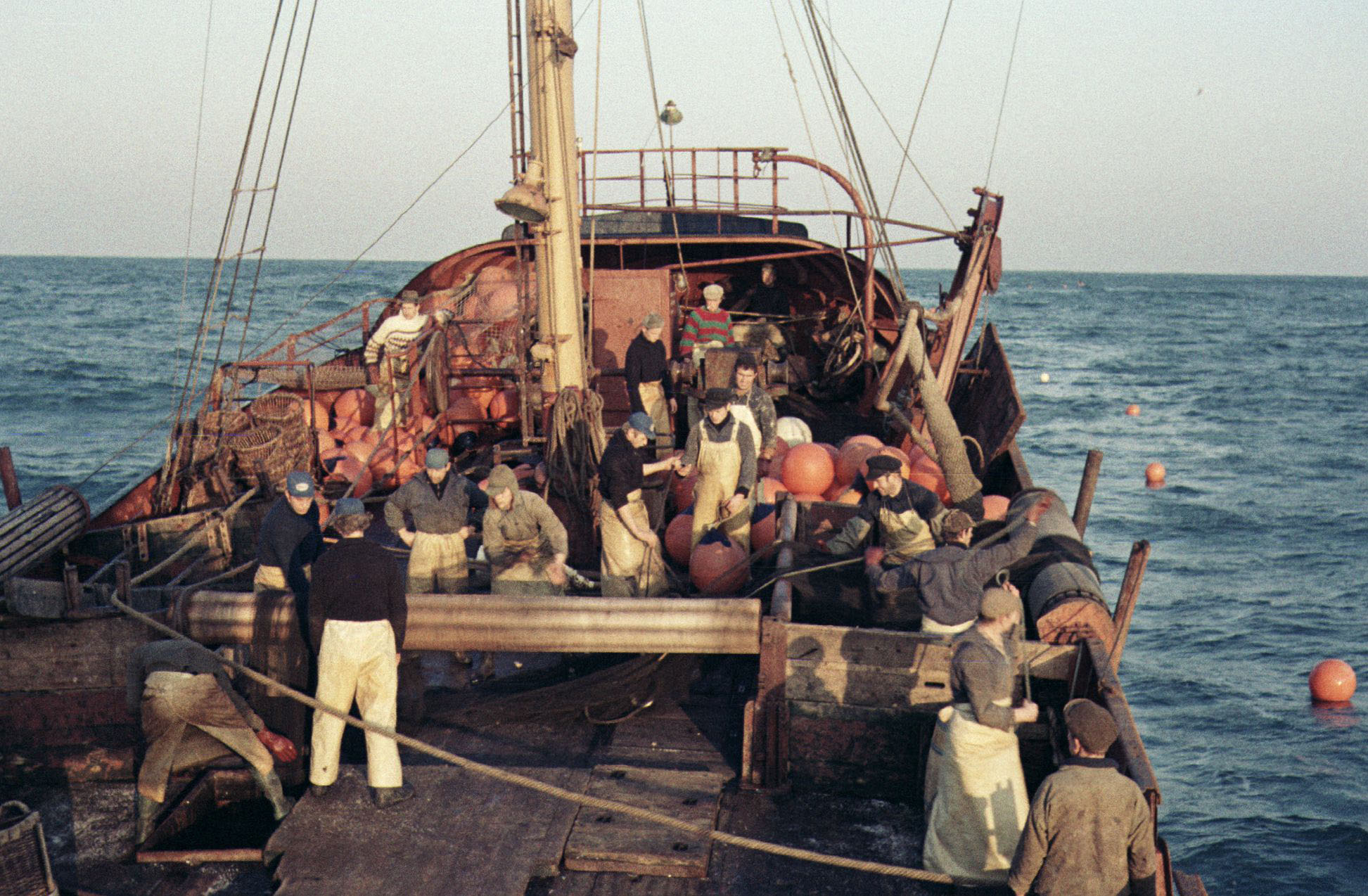
Heringslogger, Blick nach vorne, Mannschaft beim Aussetzen der Netzfleet

Die Elsflether Heringsfischerei war eine Loggerfischerei. Sie wurde am 12. Oktober 1896 gegründet, um nach dem starken Rückgang des Werft- und Reedereigeschäfts in  Elsfleth neue Erwerbszweige zu erschließen.

## Gründung 1896
1875 hatte Elsfleth 14 Reedereien mit insgesamt 107 Segelschiffen und war zu dieser Zeit Deutschlands drittgrößter Reedereistandort nach Hamburg und Bremen. Der Übergang vom Holz- zum Eisenschiffbau und vom Segel- zum Dampfantrieb führte bei vielen kleinen Werften und Reedereien aus finanziellen Gründen zur Aufgabe. Daher wurden auch aufgrund des Standortes neue Erwerbszweige im maritimen Bereich gesucht.
1872 wurde die erste deutsche Heringsfischerei, deren Logger mit Treibnetzen ausgerüstet waren, in Emden gegründet. Weitere entstanden 1893 in Glückstadt und 1895 in Bremen. Daher wurde vom „Comite zur Gründung der Hochsee-Häringsfischerei in Elsfleth“ ein Werbeprospekt zur Einwerbung des Aktienkapitals erstellt und verteilt. Mit 400.000 Mark Kapital von rund 200 Zeichnern, Geschäftsleuten, Reedern und Bauern aus der Umgebung wurde begonnen. Das Betriebsgelände wurde am Nordrand von Elsfleth am Weserufer aufgespült, hier wurden die Betriebsgebäude erbaut, in denen der auf See geschlachtete und gesalzene Hering verkaufsfertig weiterverarbeitet wurde.
Auf dem Gelände wurden auch die Einrichtungen zum Trocknen der Netze angelegt. Die Kaianlage, an denen die Logger versorgt und ausgerüstet wurden, errichtete die oldenburgische Staatsregierung, so dass schon im Mai 1897 die ersten Logger ausfahren konnten. Im Jahre 1906 wurde der Elsflether Heringsfischerei das Prädikat „Hoflieferant Seiner Königlichen Hoheit des Grossherzogs“ verliehen. Das Aktienkapital wurde schrittweise bis 1910 auf 1,1 Millionen Mark erhöht, um die wachsende Flotte zu finanzieren.

## Bau der Logger (ab 1897)
Die ersten vier Logger wurden beim Bremer Vulkan bestellt, sie entsprachen weitgehend den Loggern der Bremen-Vegesacker Fischerei-Gesellschaft. Die nächsten drei Loggerneubauten, wie z. B. die Burhave, entstanden auf der Glückstädter Gehlsen-Werft, es waren noch hölzerne Heringslogger. Von der Delphin-Werft in Bremerhaven-Lehe wurden die zwei Segellogger Adler und Bussard geliefert, und von der Wewelsflether Werft kam der erste eiserne Logger. Danach folgten Umbauten, die aus englischen Smacks entstanden. Die Flotte wuchs schnell und bestand 1903 schon aus 13 Schiffen und erhöhte sich bis 1912 auf 25 Schiffe. Der erste Motorlogger wurde von der Elsflether Heringsfischerei 1910 übernommen.

## Verkauf an die Vegesacker Fischereigesellschaft (1931)
Aus verschiedenen Gründen geriet die Gesellschaft 1912 in finanzielle Schwierigkeiten und durch den Ersten Weltkrieg gingen fast alle Logger verloren. Daher konnte der Betrieb zum Heringsfang 1919 mit nur drei Loggern wieder aufgenommen werden. Die Flotte wurde bis 1921 wieder auf 19 Logger vergrößert. In dieser Zeit waren über 350 Leute in der Elsflether Heringsfischerei beschäftigt, 300 auf See und 60 bis 70 Arbeiter an Land. Wegen der stark wachsenden Konkurrenz der Schleppnetzfischer, die durch die Einführung des Höhenscherbrettes auch nachts Heringe fischen konnten, gerieten die Loggerfischereien, auch die Elsflether Heringsfischerei, in ernste wirtschaftliche Schwierigkeiten. Daher wurde die staatliche Unterstützung für die Treibnetzfischerei wieder eingeführt, der Einfuhrzoll für ausländische Heringe wieder aufgenommen und alte Reichskredite gestundet. Trotzdem musste die Elsflether Heringsfischerei aufgeben. Das Unternehmen ging 1930 in Konkurs und wurde von der Bremen-Vegesacker Fischerei-Gesellschaft übernommen und als Betriebsstätte Elsfleth bis 1961 weitergeführt. 1969 musste auch die Bremer Heringsfanggesellschaft, zeitweise die größte Heringsfischerei-Gesellschaft Europas, schließen.